# Жън Джънфей
В това китайско име фамилията Жън стои отпред.
Жън Джънфей (на китайски: 任正非, на пинин: Rén Zhèngfēi) е китайски бизнесмен.
Роден е на 25 октомври 1944 година в сиен Джъннин, провинция Гуейджоу, в семейство на учители. Завършва строително инженерство в Чунцин.
От 1974 г. работи в армията, първоначално като строителен инженер, а по-късно в изследователски център по информационни технологии, от 1982 година е член на Китайската комунистическа партия. Уволнен е при мащабни съкращения в армията през 1983 година, след което се установява в Шънджън и работи в нефтодобивна компания. През 1987 година основава компанията „Хуауей“, която през следващите десетилетия се превръща в един от водещите производители на електроника в света. Към 2020 година състоянието му се оценява на 1,3 милиарда долара.
Ren Zhengfei (на китайски: 任正非; роден на 25 октомври 1944 г.) е китайски предприемач и инженер, който е основател и главен изпълнителен директор на Huawei Technologies, най-големия производител на телекомуникационно оборудване в света и 2-ия производител на смартфони. 

## Ранен живот
Рен е роден на 25 октомври 1944 г. в окръг Женнинг, Гуейджоу. [3] Дядо му Рен Санхе (任 三 和) е бил майстор готвач, който е бил експерт в излекуването на шунка от село Рендиан (任 店村), окръг Пуцзян, Чжецзян. [4] Баща му, Рен Мушенг (任 木 生), с любезното име Moxun (摩 逊; Móxùn), [5] не успява да завърши университетско обучение, когато дядо му [е необходимо уточнение] умира една година преди дипломирането му. [5]
По време на японската окупация баща му мигрира на юг в Гуанджоу, за да работи в правителствена оръжейна фабрика в Гоминдан като чиновник по сметки. [5] След 1949 г. баща му е назначен за президент на 1 -во средно училище в Дуюн (都匀 一 中), където се запознава с майката на Рен Женгфей Ченг Юанжао (程远昭); [3] по-големият Рен става член на Комунистическата партия през 1958. [6] Майка му е старши учител в средното училище №1 на Дуюн. Рен има пет по-малки сестри и един по-малък брат. [4]
Рен прекарва началните си и средни училищни години в отдалечен планински град в провинция Гуейджоу, а през 1963 г. учи в Института по строителство и архитектура в Чунцин (сега Университет Чунцин) и след дипломирането си се присъединява към изследователския институт на Народно -освободителната армия (НОА) да работи като военен технолог, според съобщенията в изследователското звено на информационните технологии на PLA в Mianyang, Съчуан. [7] [8] Той е бил назначен в строителната индустрия до 1974 г., когато се присъединява към военния инженерен корпус като войник, натоварен със задачата да създаде фабриката за химически влакна в Ляо Ян. Рен е изключен от присъединяването си към Комунистическата партия на Китай през по-голямата част от 9-годишната си военна кариера, поради социалния произход на родителите му и връзките им с Гоминдана. [9] Впоследствие г -н Рен е заемал длъжности като техник, инженер и накрая е бил повишен като заместник -директор, което е било професионална роля, еквивалентна на заместник -началник на полка, но без военно звание. През това време Рен е отговорен за редица технологични постижения, които са признати на различни нива. [9] Поради тази причина Рен е избран за делегат от PLA, за да присъства на Националната научна конференция през 1978 г. [10] През 1983 г. Рен се оттегля от армията поради голямото намаляване на работната сила на НОАК, което засяга 500 000 служители на активна служба. [10] След като става цивилен, Рен се премества в Шенжен и работи в електрониката. [11]

## Хуауей
През 1987 г. Рен основава Huawei Technologies Co. Ltd с 21 000 юана, около 5 000 щатски долара по това време. [12] Първоначално Huawei е била изпълнител за продажба, инсталиране и поддържане на сървърни ключове и оборудване за дилър в Хонконг в Китай. [9]
През 1992 г. Рен подтиква Huawei към разработването на сървърния ключ C & C8, който се продава на 1/3 от пазарната цена по това време и прави първия успешен тласък на Huawei.
Поради произхода на Рен Huawei е възнаградена с китайски правителствени договори за изграждане на центрове за данни и изграждане на телекомуникации на 4G мрежи. [Кога?] [Необходимо цитиране] Huawei също е активна в изграждането на телекомуникации за африканските страни като сграда на китайските дипломатически отношения през 1990-те години. 
Сега Рен служи като заместник -председател на Съвета на директорите, но не е сред сегашните трима ротационни главни изпълнителни директори. [13] Компанията е имала годишни приходи от 92,5 милиарда щатски долара през 2017 г. [14] Ren притежава 1,42% от акциите на Huawei, оценени на 450 милиона щатски долара през 2010 г. [15] Huawei е по същество независим от Ren, тъй като акциите му се държат от неговите служители, но структурата на собственост остава непрозрачна. [15]
Списание Time включва Рен в списъка си на 100-те най-влиятелни хора за 2005 г. [16]
Връзките на Рен с китайската комунистическа партия и военни са цитирани от индийското правителство като проблем за сигурността, който не позволява на Huawei да спечели определени договори в Индия. [17] [бележка 1] Тези опасения се споделят и от други страни. В Съединените щати това доведе до крах на усилията на Huawei да купи 3Com и принуди SoftBank да прекъсне силно връзките си с Huawei, за да накара поемането на Sprint Nextel да получи разрешение за национална сигурност на САЩ, докато в Обединеното кралство Комитетът за разузнаване и сигурност препоръча премахването на оборудването на Huawei поради страхове от шпионаж. [18] [19]

## Личен живот
Първата съпруга на Рен е Мън Джун, дъщеря на Мън Донгбо, бивш заместник-управител на провинция Съчуан. Те имаха две деца: дъщеря Мън Уанжоу и синът Рен Пинг, и двамата първоначално поеха фамилията на майка си. [20] След развода им той се жени за Яо Линг (姚 凌), с когото имат друга дъщеря, Анабел Яо, която е с 25 години по-млада от Мън Уанжоу. От декември 2018 г. Анабел е танцьорка на балет и студент по компютърни науки в Харвардския университет и дебютира високо в Le Bal des Débutantes в Париж през 2018 г. [20] Рен се оженил за трети път със Су Вей, която според съобщенията била негова бивша секретарка. [20]
Въпреки че е главен изпълнителен директор на Huawei, Рен е привърженик на Apple и заяви, че „iPhone има добра екосистема и когато семейството ми е в чужбина, аз все още им купувам iPhone, така че човек не може да мисли, че любовта към Huawei трябва да означава обич към телефоните на Huawei“. [21] [22]
Най-голямата дъщеря на Рен, Мън Уанджоу, е заместник -председател и главен финансов директор (финансов директор) на Huawei. [23]